# Leucopis ninae
Leucopis ninae är en tvåvingeart som beskrevs av Tanasijtshuk 1966. Leucopis ninae ingår i släktet Leucopis och familjen markflugor. Inga underarter finns listade i Catalogue of Life.